# .com
دامنهٔ ‎com.‏ یک دامنهٔ اینترنتی عام می‌باشد که در سیستم دامنه‌ای اینترنت مورد استفاده قرار می‌گیرد که از سال ۱۹۸۵ میلادی تاکنون تبدیل به بزرگترین دامنهٔ عام مورد استفادهٔ اینترنتی شده‌است و تا سال ۲۰۱۰ بیش از هفتاد و هفت میلیون سایت با این دامنه ثبت شده‌اند.

## تاریخچه
این دامنه در ژانویهٔ سال ۱۹۸۵ ایجاد شد این دامنهٔ در ابتدا مورد استفادهٔ وزارت دفاع ایالات متحده آمریکا بود.